# Cyrtandra oligantha
Cyrtandra oligantha är en tvåhjärtbladig växtart som beskrevs av Pieter Willem Korthals och Charles Baron Clarke. Cyrtandra oligantha ingår i släktet Cyrtandra och familjen Gesneriaceae. Inga underarter finns listade i Catalogue of Life.